# Урумчі-Південна
Урумчі-Південна (до 2014 року — Урумчі; кит. трад. 烏魯木齊南站, спр. 乌鲁木齐南站, піньїнь Wūlǔmùqínán Zhàn) — вузлова залізнична станція в КНР. Вузол Ланьсіньської, Бейцзянської і Уцзін'ерської залізниць. Розташована в місті Урумчі.
| Китай | Це незавершена стаття з географії КНР. Ви можете допомогти проєкту, виправивши або дописавши її. |